# Acanthus mollis

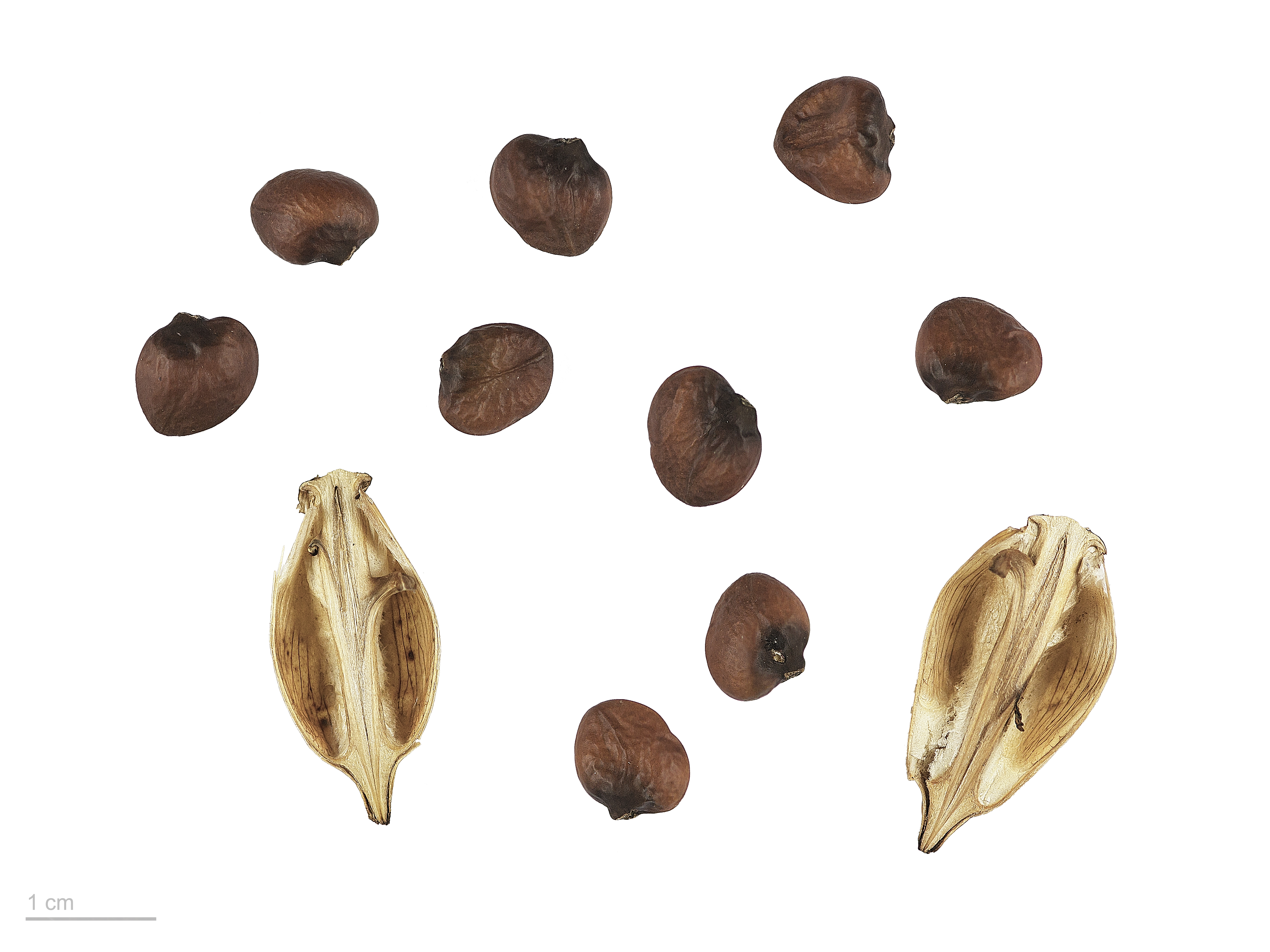
Acanthus mollis - MHNT

Acanthus mollis é uma espécie de planta com flor pertencente à família Acanthaceae.
Os seus nomes comuns são acanto, acanto-manso, branca-ursina, erva-gigante, gigante ou pé-de-urso.
A espécie foi descrita por Lineu e publicada em Species Plantarum 2: 639, as 939. 1753., no ano de 1753.
Não se encontra protegida por legislação portuguesa e da Comunidade Europeia.

## Distribuição
Esta espécie ocorre em Portugal continental, Açores e Madeira. Trata-se de uma espécie mediterrânica ocorrendo desde Portugal até ao médio oriente.
Na península ibérica é mais comum no litoral do que no interior.

## Sinonímia
Segundo o The Plant List, esta espécie tem os seguintes sinónimos:
- Acanthus mollis subsp. platyphyllus Murb.